# ザ・ヒットステージ
『ザ・ヒットステージ』は、1983年4月3日から1984年3月25日までTBS系列局で放送されていたTBS（当時・東京放送）製作の音楽番組である。全49回。放送時間は毎週日曜 12:00 - 12:55 （日本標準時）。

## 概要
それまでバラエティ番組が放送されていた日曜12:00枠でスタートした音楽番組。
愛川欽也が司会を務めていた頃にはホールでの公開収録を行っていたが、小堺一機に交代してからはスタジオ公開収録になり、同時に小堺が住んでいるという設定の部屋にゲストを迎えて音楽トークをする番組に変更された。

## 出演者
司会
- 愛川欽也（1983年4月3日 - 6月26日）
- 小堺一機（1983年7月3日 - 1984年3月25日）

アシスタント
- 成清加奈子（1983年7月3日 - 1984年3月25日）

## スタッフ
- 制作：青柳脩
- プロデューサー：神保泰宏
- 演出：小松敬、西依正博
- 構成：奥山侊伸、沢口義明／保富康午
- 演奏：岡本章生とゲイスターズ

## ネット局に関する備考
番組は、当時フジテレビ系列とのクロスネット局だったテレビ山口でも放送されていた。
福島県では、福島テレビが番組開始前にTBS系列とのクロスネットを解消してフジテレビ系フルネット局へ移行したが、TBS系フルネット局のテレビユー福島の開局が予定よりも遅れたため、1983年9月までは福島テレビが番組を同時ネットしていた。そして2か月の空白期間を経て、1983年12月にテレビユー福島が番組のネットを開始した。
| TBS系列 日曜12:00枠                                | TBS系列 日曜12:00枠                                 | TBS系列 日曜12:00枠                               |
| 前番組                                             | 番組名                                              | 次番組                                            |
| -------------------------------------------------- | --------------------------------------------------- | ------------------------------------------------- |
| たのきん全力投球! （1982年4月4日 - 1983年3月27日） | ザ・ヒットステージ （1983年4月3日 - 1984年3月25日） | ゆうYOUサンデー! （1984年4月1日 - 1984年9月30日） |